# Comisión Franceschini
La Comisión Franceschini es el nombre con el que se conoce a la comisión parlamentaria del gobierno italiano destinada a mejorar la tutela y la valoración del patrimonio cultural de Italia entre 1964 y 1968 y que estuvo presidida por el diputado Francesco Franceschini, de quien toma su nombre.
Las conclusiones de esta comisión están considerada, junto con las actas de la Conferencia de La Haya de 1954, como una de las referencias en la teoría de los bienes culturales y en la definición del concepto de patrimonio cultural.

## Historia de la comisión
El gobierno de Italia dio luz a la creación de esta comisión parlamentaria el 26 de abril de 1964, erigiéndola con rango de ley y denominándola como Commissione d'indagine per la tutela e la valorizzazione del patrimonio storico, archeologico, artistico e del paesaggio. Una iniciativa política que pretendía resolver algunos de los problemas jurídicos que existían en Italia a cerca de la tutela del patrimonio cultural y la crisis en la conciencia social sobre esta cuestión.

### Los miembros de la comisión
La comisión sobre los bienes culturales celebrada en 1964 y 1968 debe su nombre al que fuera su presidente durante los años de actuación de este grupo de trabajo parlamentario, el diputado democristiano Francesco Franceschini. Licenciado en Letras y Filosofía, el trabajo en política de este político italiano estuvo orientado hacia el patrimonio cultural participando activamente desde la tercera legislatura como vicepresidente de la Comisión instructora de Bellas Artes (1958-1963).
La comisión, además, estuvo conformada por distintos miembros de la política cultural italiana pertenecientes a distintos grupos políticos. Entre las personas destacadas estuvieron los senadores Tizziano Tessitori, Tullia Romagnoli, Giorgio Bergamasco, Guido Bisori, Giulio Maier, Giuseppe Granata, Carlo Levi y Luigi Russo; además de los diputados Giuseppe Vedovato, Roberto Lucifredi, Francesco Loperfido, Adriano Seroni, Vittorio Marangone, Antonio Grili, Luciano Romagnoli y Carlo Scaraccia.

## Conclusiones de la comisión
Antes de la disolución en 1968, los miembros de la comisión dieron a conocer los resultados de las distintas mesas de trabajo creadas desde 1964 y hasta 1967. El resultado fueron tres libros, con más de 2500 páginas,  publicados bajo el nombre de Per la salvezza dei beni culturali in Italia y donde se teorizó sobre los bienes culturales, la legislación y el modo de conseguir una mejor protección y conservación del patrimonio cultural.
Las actas publicadas recogen las 57 declaraciones realizadas por los comisarios y entre las que se recogen una las definiciones modernas de los bienes culturales, definidos como "testimonios materiales con valor de civilización".